# Rafajnovo
Rafajnovo, ukrajinsky Рафайново, maďarsky Rafajnaújfalu, je obec v kosonské venkovské územní komunitě (hromadě), v okrese Berehovo, v Zakarpatské oblasti Ukrajiny. V roce 2025 zde žilo 974 obyvatel.

## Historie
Do uzavření Trianonské smlouvy byla obec součástí Uherska, poté byla součástí Československa. V roce 1921 zde žilo 734 obyvatel, z toho 2 Rusíni a 730 Maďarů. V letech 1938 až 1945 byla (na základě první vídeňské arbitráže) součástí Maďarského království. Od roku 1945 byla obec součástí Ukrajinské sovětské socialistické republiky, která byla součástí SSSR. Od roku 1991 je obec součástí nezávislé Ukrajiny